# Business intelligence
Business Intelligence (BI) er et udtryk inden for softwareløsninger. Ordet dækker et bredt spektrum af softwareløsninger, som typisk trækker data ud af et eller flere kildesystemer, transformerer dem til noget enklere, og indsætter dem i en ny database (data warehouse) eller datastruktur som er lettere for slutbrugere at anvende til rapportering og statistik. Et fællestræk er, at BI bruges til at skabe overblik over virksomhedens myriader af data. Værdien i business intelligence opstår således ved inddragelse af virksomhedens væsentlige data indenfor f.eks. økonomi, produktion, kundedatabaser, timeregistrering og løn.
Der benyttes værktøjer som softwareapplikationer og analysemetoder til indsamling og omdannelse af data til oplysninger, som muliggør fremtidige forretningsstrategier og beslutninger.

## Komponenter
- Indsamling af data, ofte automatiseret, på tværs af forskellige datakilder
- Dataintegration og -kvalitet
- Behandling, udvælgelse, gruppering og statistisk behandling af data
- Præsentation og afrapportering af data
- Fremskrivning af data ved hjælp af analyse og forecasts.